# Звезден ден
Звездният ден е определен като период, необходим на Земята, за да извърши едно пълно завъртане около своята ос, или период между две последователни горни преминавания през даден меридиан на далечна звезда. За планети с правилно въртене (с еднаква посока спрямо тяхното орбитално въртене) периодът е малко по-кратък от слънчевия ден (или просто ден). Една земна тропическа година се равнява на 366,2422 звездни дни и 365,2422 слънчеви дни, като звездният ден е 23 часа, 56 минути и 4,09 секунди.
Причината за това различие е орбиталното движение на Земята, като едно пълно завъртане на Земята около Слънцето води до едно допълнително завъртане спрямо далечните звезди. За онагледяване на ситуацията представете си, че Земята е винаги обърната с една и съща страна към Слънцето. По този начин една година (или едно пълно завъртане около Слънцето) би съдържала нула дни (понеже Слънцето не е изгряло или залязло нито веднъж). На неосветената страна на Земята обаче небосводът би описал едно пълно завъртане на 360 градуса, или един звезден ден би се равнявал на една година. В действителност обаче Земята не е обърната само с едната си страна към Слънцето, а се върти около оста си, но въпреки допълнителното въртене броят на звездните дни в една година е винаги точно с един повече от броя на слънчевите дни.
Полунощ в звездно време е определена като момента на пресичане на първата точка на Овена и горния меридиан.